# Světice
Světice jsou obec v okrese Praha-východ ve Středočeském kraji. Rozkládají se asi dvacet čtyři kilometrů jihovýchodně od centra Prahy a tři kilometry jižně od města Říčany. Žije zde přibližně 1 500 obyvatel. Světice jsou součástí turistického regionu Ladův kraj.

## Poloha
Světice leží na železniční trati 221 Praha – Benešov u Prahy. Nadmořská výška se pohybuje v rozmezí od 374 do 406 metrů. Rozlohou obec zabírá plochu 117 ha. Z hlediska geomorfologického členění náleží obec k Benešovské pahorkatině.
Obcí protéká Říčanský potok, který pramení v blízkém okolí. Severovýchodním směrem je obec obklopena smíšenými lesy. V některých částech můžeme najít i množství jedlí bělokorých, které vypovídají o relativně dobré čistotě ovzduší.

## Historie
Historie obce Světice sahá až do středověku. V roce 1455 získal Václav Štraus ze Světic od císaře Fridricha III. erb, na kterém byl zobrazen žlutý pštros s dýkou v zobáku na černém štítě. O necelých 25 let později, v roce 1480, získal další významný obyvatel Světic, Jan Knejzlík, jako perkmistr kutnohorského dolu Stará Plimle a člen městské rady v Kutné Hoře, do opatrování jednu z postranních kaplí chrámu svaté Barbory.
V roce 1513 se Světice staly součástí Černokosteleckého panství. O padesát let později, v roce 1565, soupis poddanských usedlostí panství zaznamenává ve Světicích pouhé dvě usedlosti – Vávrovský a Rousovský grunt, na nichž hospodařili Bartoň Světickej a Mach Matěj. Nacházela se tu i takzvaná krčma vejsadní.
V důsledku třicetileté války zůstaly Světice od roku 1635 na celých sedm desetiletí opuštěné. Historické prameny dokládají, že se zde neselo ani nesklízelo, protože oba grunty zarostly „rozdílným dřívím” a chyběli hospodáři.
K znovuosídlení došlo až v roce 1704. Dle matriky pokřtěných mnichovické fary se 17. února pokřtil Matěj, syn Josefa a Kateřiny Zwiedinkových. Mnichovický farář do kolonky „odkud” jasně vepsal „ze Swieticz”. O devět let později, v roce 1713, Tereziánský katastr uvádí, že na Vávrovském gruntu hospodařil Jiřík Vodička a na Rousovském Lukáš Kubů. Osada však brzy zasáhla nešťastná událost – v roce 1723 vyhořel Vávrovský grunt a o tři roky později, v roce 1726, i Rousovský.
Nová hospodářství začala vznikat od roku 1730 oddělováním od původních dvou gruntů. První číslování domů proběhlo v roce 1757, kdy číslo 1 připadlo Rousovskému gruntu. Tehdejší nejvyšší číslo bylo 6, a toto původní číslování platí ve Světicích dodnes.
V roce 1829 žilo ve Světicích 74 obyvatel ve 14 domech, obci tvořilo šest sedláků, sedm domkářů a pastouška. Do roku 1910 se počet obyvatel rozrostl na 262, kteří žili v 50 domech.
Významným milníkem se stal rok 1929, kdy ředitelství státních drah povolilo na trati České Velenice–Praha vybudovat železniční zastávku, která dostala jméno Světice.
K 31.12.2024 už Světice měly 1458 obyvatel, což svědčí o dynamickém rozvoji obce v moderní době.
V roce 2013 byla v nevyužité části objektu kulturního domu zřízena obecní základní škola, která byla později rozšířena o přístavbu pro první stupeň, budovu druhého stupně v bývalé hasičské zbrojnici a školní jídelnu.

## Obyvatelstvo
| Rok            | 1869 | 1880 | 1890 | 1900 | 1910 | 1921 | 1930 | 1950 | 1961 | 1970 | 1980 | 1991 | 2001 | 2011  | 2021  |
| -------------- | ---- | ---- | ---- | ---- | ---- | ---- | ---- | ---- | ---- | ---- | ---- | ---- | ---- | ----- | ----- |
| Počet obyvatel | 141  | 181  | 186  | 191  | 262  | 263  | 275  | 377  | 437  | 449  | 503  | 509  | 684  | 1 117 | 1 343 |
| Počet domů     | 23   | 30   | 31   | 34   | 50   | 50   | 60   | 101  | 121  | 132  | 151  | 172  | 230  | 340   | 426   |

## Obecní správa

### Územněsprávní začlenění
Dějiny územněsprávního začleňování zahrnují období od roku 1850 do současnosti. V chronologickém přehledu je uvedena územně administrativní příslušnost obce v roce, kdy ke změně došlo:
- 1850 země česká, kraj Praha, politický okres Jílové, soudní okres Říčany, obec Všestary[6]
- 1855 země česká, kraj Praha, soudní okres Říčany, obec Všestary[6]
- 1868 země česká, politický okres Český Brod, soudní okres Říčany, obec Všestary[6]
- 1898 země česká, politický okres Žižkov, soudní okres Říčany, obec Všestary[7]
- 1921 země česká, politický okres Žižkov sídlo Říčany, soudní okres Říčany, obec Všestary[8]
- 1925 země česká, politický i soudní okres Říčany, obec Všestary[9]
- 1939 země česká, Oberlandrat Praha, politický i soudní okres Říčany, obec Všestary[10]
- 1942 země česká, Oberlandrat Praha, politický okres Praha-venkov-jih, soudní okres Říčany, obec Všestary[11]
- 1945 země česká, správní i soudní okres Říčany, obec Všestary[12]
- 1949 Pražský kraj, okres Říčany, obec Všestary[13]
- 1950 Pražský kraj, okres Říčany[14]
- 1960 Středočeský kraj, okres Praha-východ[15]

### Obecní symboly
Znak a vlajka byly obci uděleny rozhodnutím předsedy Poslanecké sněmovny Parlamentu České republiky dne 8. listopadu 2016. Znak obce Světice je odvozen od znaku Václava Štrause ze Světic, který obdržel 23. března roku 1455 ve Vídeňském Novém Městě od římského císaře Fridricha III. Žlutého pštrosa držícího v zobáku dýku se žlutou rukovětí z původního znaku doplnil autor Zdeněk Velebný zeleným podkladem, který má symbolizovat krajinu, ve které se Světice nachází.

## Doprava
Dopravní síť
- Pozemní komunikace – Obcí prochází silnice II/107 Říčany – Světice – Velké Popovice – Týnec nad Sázavou.
- Železnice – Obec leží na železniční trati 221 Praha – Benešov u Prahy. Jedná se o dvoukolejnou elektrizovanou celostátní trať zařazenou do evropského železničního systému, součást IV. tranzitního železničního koridoru. Doprava na ní byla zahájena roku 1871. Ke zdvojkolejnění došlo v r. 1903, elektrizaci pak v r. 1971. Zastávka Světice byla vybudována v roce 1929.

Veřejná doprava 2011
- Autobusová doprava – V obci měly zastávku autobusové linky Strančice – Říčany – Březí (v pracovních dnech 7 spojů) a Strančice – Tehov – Říčany (v pracovních dnech 6 spojů) (dopravce Veolia Transport Praha, s. r. o.).
- Železniční doprava – Po trati 221 vedou linky S9 (Lysá nad Labem – Praha hl.n. – Benešov u Prahy) v rámci pražského systému Esko. Železniční zastávku Světice obsluhuje denně velké množství osobních vlaků, rychlíky zde projíždějí.

## Fotogalerie

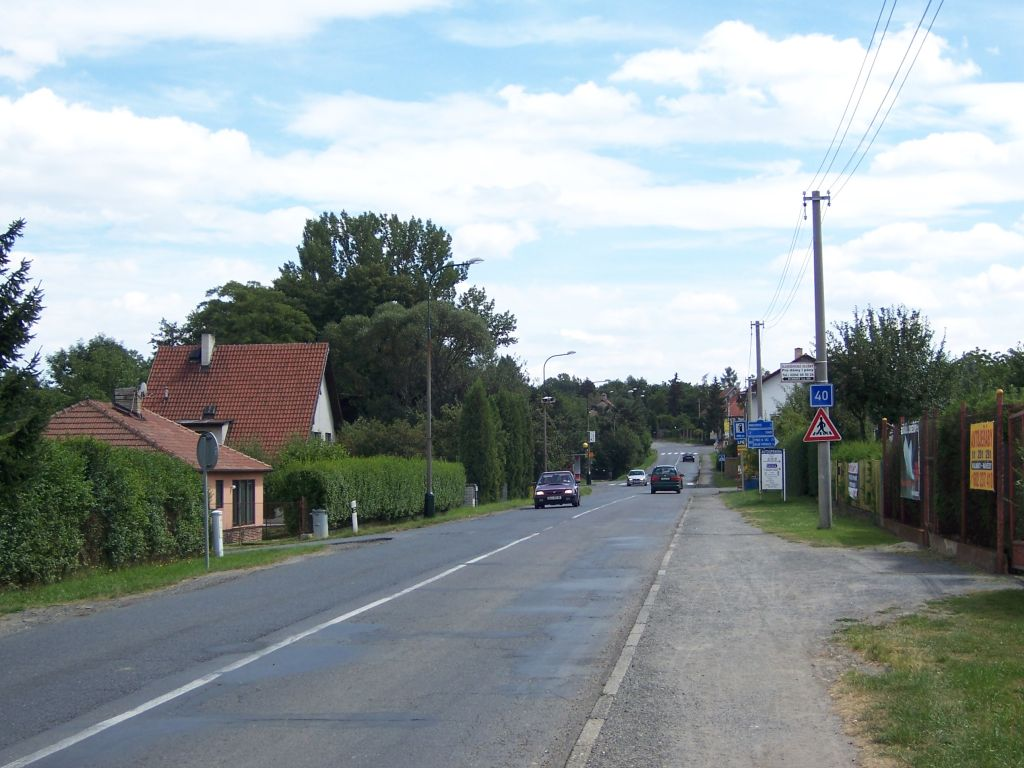
Hlavní ulice
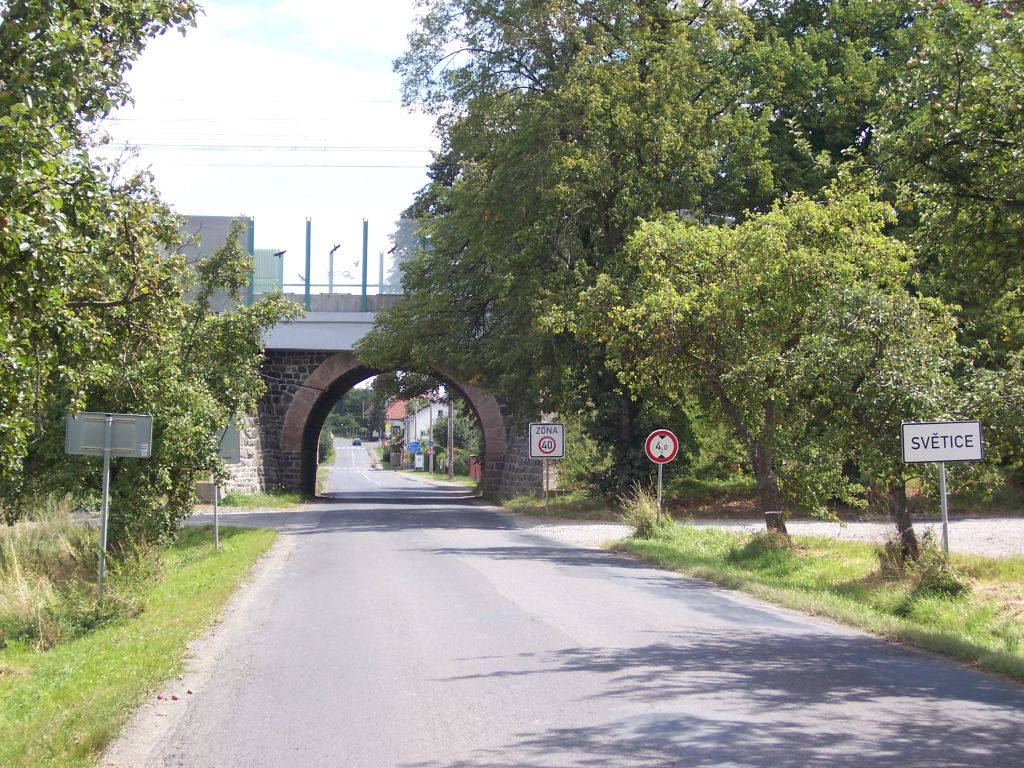
Podjezd pod železniční tratí Praha – Benešov
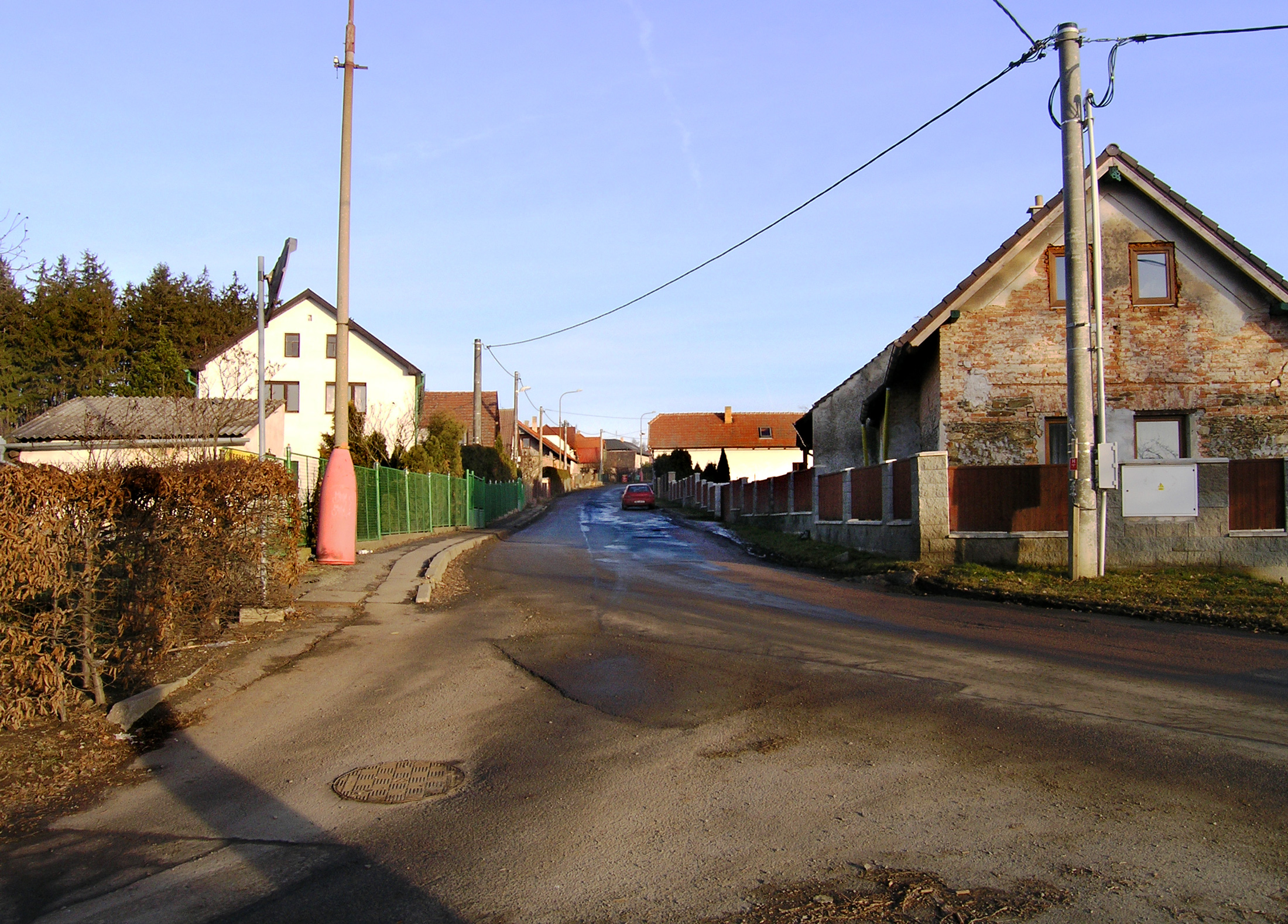
Severní část obce
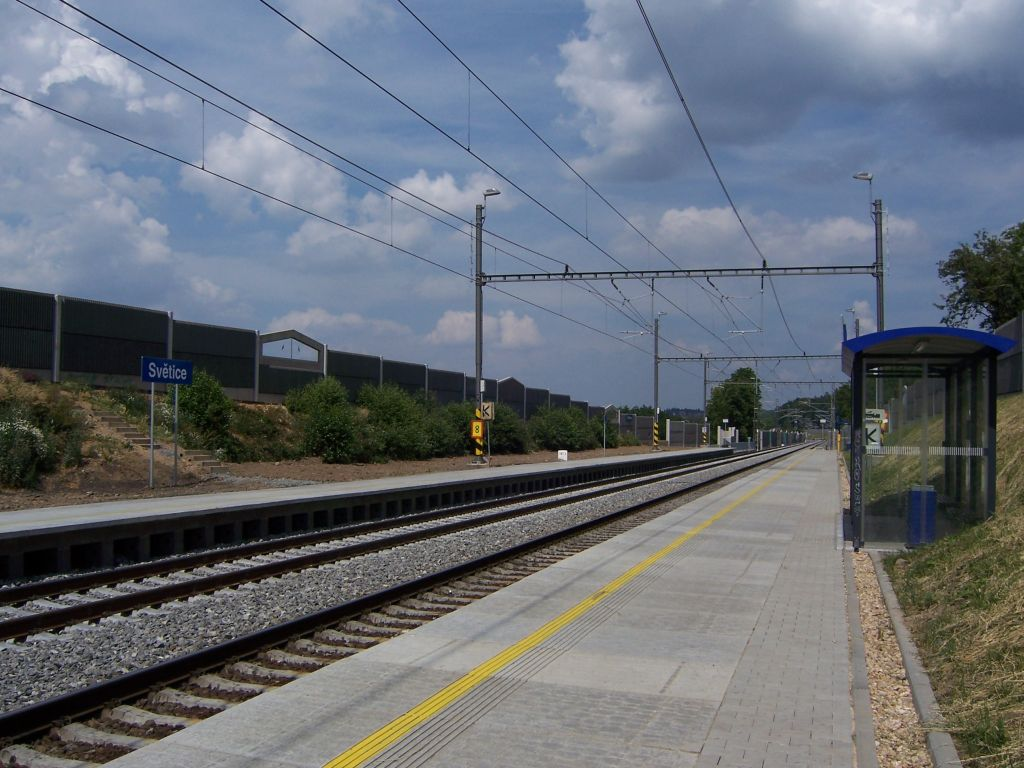
Železniční zastávka
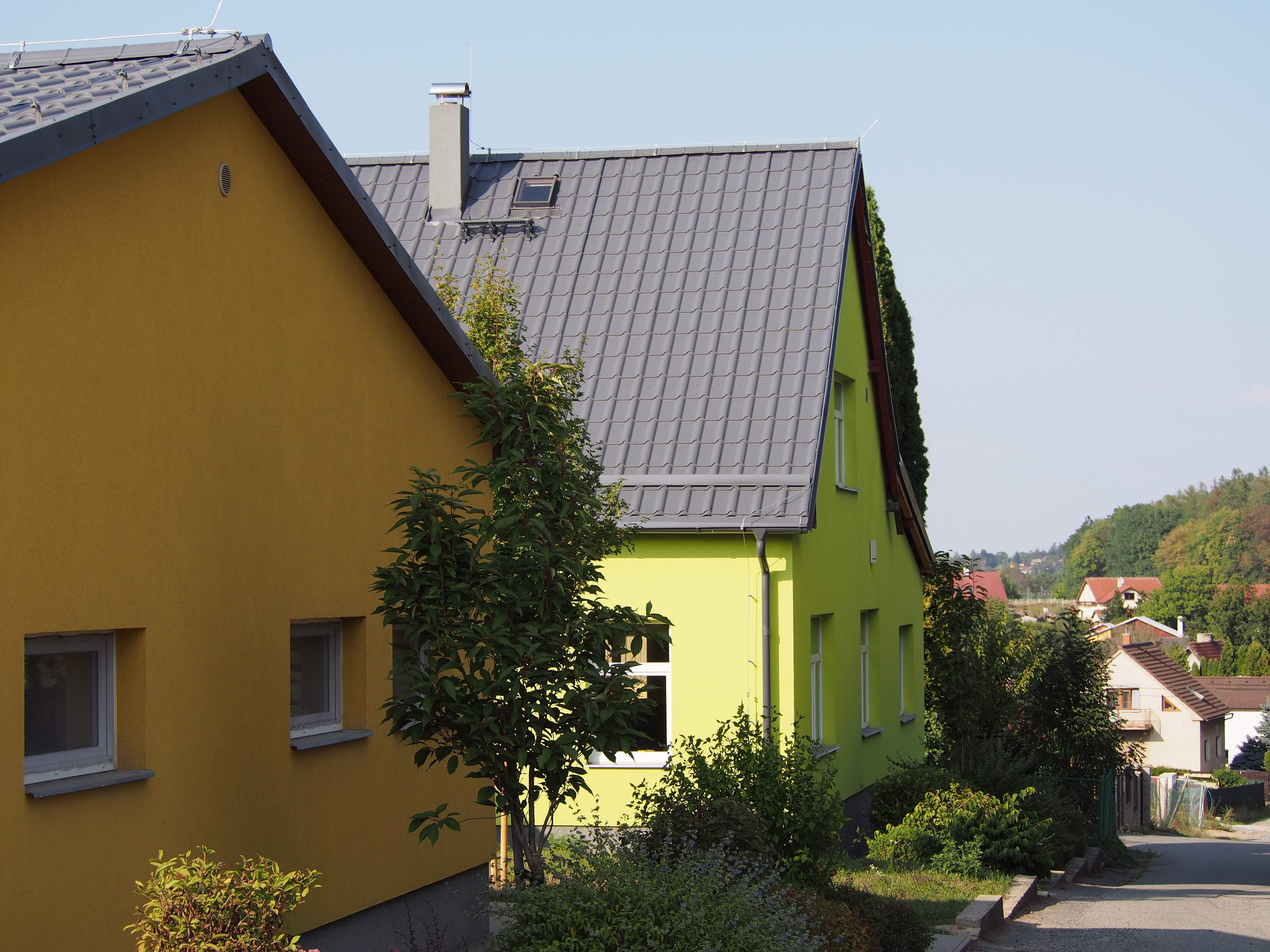
Mateřská škola ve Světicích
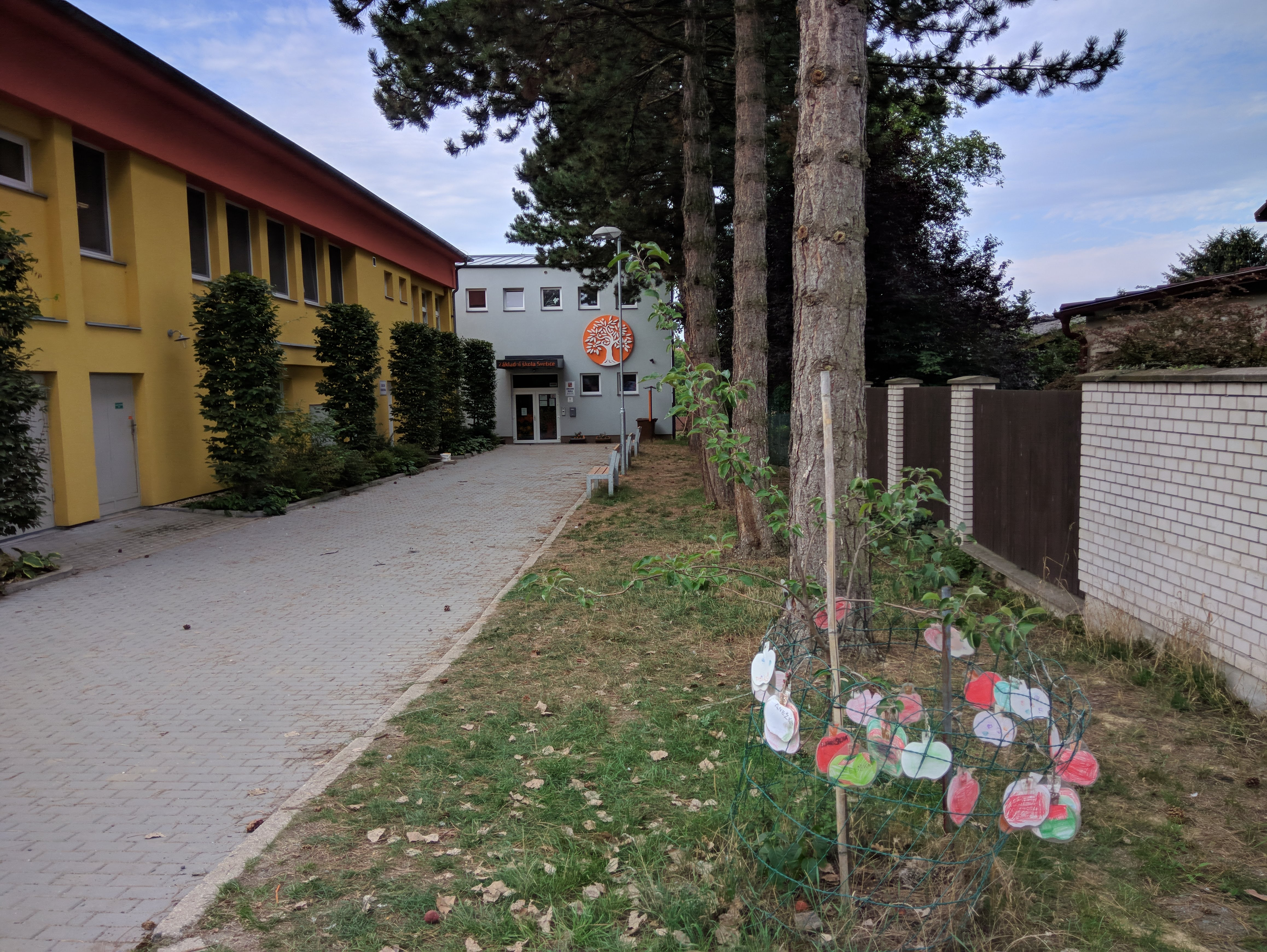
První stupeň ZŠ Světice